# Eibel (berg)
Eibel eller Eibl är ett berg i Österrike.   Det ligger i distriktet Lilienfeld och förbundslandet Niederösterreich, i den östra delen av landet, 80 km väster om huvudstaden Wien. Toppen på Eibel Berg är 948 meter över havet.
Terrängen runt Eibel Berg är kuperad. Närmaste större samhälle är Kirchberg an der Pielach, 12,3 km norr om Eibel Berg. 
I omgivningarna runt Eibel Berg växer i huvudsak blandskog. Runt Eibel Berg är det ganska glesbefolkat, med 28 invånare per kvadratkilometer.